# Журавковичи
Журавковичи (бел. Жураўкавiчы) — упразднённая деревня в Червенском районе Минской области Беларуси, вошедшая в состав городского посёлка Смиловичи.

## Географическое положение
Расположены восточнее основной части Смиловичей, примерно в 26 километрах к западу от райцентра, в 37 км к юго-востоку от Минска, в 22 км от железнодорожной станции Руденск линии Минск-Осиповичи, вблизи автодороги M-4 Минск—Могилёв, на реке Волма.

## Этимология
Название деревни дано по названию протекавшей вблизи неё пересохшей ныне речки Журавка, впадавшей в Волму. Сама же река, по мнению местных краеведов, получила название из-за большого числа обитавших здесь журавлей, на которых в этих местах велась охота.

## История
Деревня Журавская в составе Игуменского уезда Минской губернии существовала как минимум в конце XVIII века. На 1800 год здесь было 37 дворов, проживали 193 человека, в это время деревня принадлежала судье С. Монюшко. На 1848 год входила в состав принадлежавшего роду Монюшко имения Смиловичи, тогда здесь было 23 двора, население превышало 200 человек. На 1858 год здесь было 232 жителя. Согласно Переписи населения Российской империи 1897 года, входила в состав Смиловичской волости, здесь был 71 двор, проживали 403 человека. В начале XX века здесь было 93 двора, жили 513 человек. На 1917 год 109 дворов и 605 жителей. В ноябре 1917 года на этой территории установилась советская власть. С февраля по декабрь 1918 года деревня была оккупирована немцами, с августа 1919 по июль 1920 — поляками. 20 августа 1924 года вошла в состав вновь образованного Корзуновского сельсовета Смиловичского района Минского округа (с 20 февраля 1938 — Минской области). Согласно переписи населения СССР 1926 года в деревне насчитывалось 117 дворов, проживали 599 человек. С 8 июля 1931 года вошла в состав Пуховичского района, 12 марта 1935 года включена в Руденский район. Во время Великой Отечественной войны деревня была оккупирована немецко-фашистскими захватчиками в конце июня 1941 года. Освобождена в начале июля 1944 года. В 1954 году в связи с упразднением Корзуновского сельсовета вошла в состав Смиловичского сельсовета. 20 января 1960 года передана в Червенский район, тогда там насчитывалось 680 жителей. 4 января 1965 года деревня вошла в состав Смиловичского поселкового совета. В 1997 году в Журавковичах было 220 домохозяйств и 648 жителей, здесь функционировало опытное хозяйство Смиловичского сельскохозяйственного техникума, пилорама, столярные мастерские, магазин, баня. На карте Червенского района 2005 года Журавковичи указаны как микрорайон Смиловичей. В то же время, согласно переписи населения Белоруссии 2009 года деревня являлась самостоятельным населёным пунктом. На 2013 год здесь насчитывалось 261 домохозяйство, 807 жителей. 19 августа 2014 года Смиловичский поселковый совет был упразднён, входившие в его состав посёлок Смиловичи и деревня Журавковичи переданы в Смиловичский сельсовет. 20 марта 2018 года деревня Журавковичи была упразднена, её территория включена в состав Смиловичей.

## Инфраструктура
На 2013 год в Журавковичах функционируют Дом семейного типа, магазин.

## Население
- 1800 — 37 дворов, 193 жителя
- 1848 — 23 двора, 200 жителей
- 1858 — 232 жителя
- 1897 — 71 двор, 403 жителя
- начало XX века — 93 двора, 513 жителей
- 1917 — 109 дворов, 605 жителей
- 1926 — 119 дворов, 599 жителей
- 1960 — 680 жителей
- 1997 — 220 дворов, 648 жителей
- 2013 — 261 двор, 807 жителей